# Ганс Пфіцнер
Ганс Пфіцнер (нім. Hans Pfitzner; 5 травня 1869, Москва — 21 травня або 22 травня 1949, Зальцбург) — німецький композитор, диригент і публіцист.

## Біографія
Син скрипаля оркестру Большого театру (Москва). У 1872 сім'я переїхала до Франкфурту. Першу пісню написав в 1884 році. Навчався у І. Кнорра та Г. Рімана. З 1892 року викладав музику, з 1908 року — директор Консерваторії в Страсбурзі, в 1910—26 роках — директор Муніципальної опери в Страсбурзі. У 1920—29 роках викладав композицію в Берлінській академії мистецтв, в 1929—34 роках — в Академії музики в Мюнхені. У 1934 нагороджений медаллю Гете. У 1944 переїхав до Відня, де помер. Серед учнів Пфіцнера — видатні диригенти і композитори, в тому числі О. Клемперер, К. Орф, Ш. Мюнш.
У своїх музичних творах Пфіцнер розвивав естетику пізнього романтизму. Популярність йому принесла опера «Палестрина» (1917, Мюнхен; на власне лібрето), написана в традиціях Р. Вагнера. Серед відомих творів Пфіцнера в інших жанрах кантата «Про німецьку душу» (1921, на вірші Й. Айхендорфа), фортеп'янний концерт Es-dur (1922), скрипковий концерт h-moll (1923), струнний квартет cis-moll (1925).
У публіцистиці виявляв себе як консерватор і націоналіст. У книзі «Нова естетика музичної імпотенції» (1920) виступав проти нівелювання національної своєрідності як тенденції, властивій авангардній музиці, проти «узагальненої мелодії, яка належить всім і нікому». Слово «інтернаціоналізм» для Пфіцнера було лайливим («американсько-інтернаціональна вульгарщина»). Причиною розквіту «музичної імпотенції», антинаціонального, «комуністичного» руху в мистецтві в цілому, на думку Пфіцнера, був «міжнародно-єврейський дух» (judisch-internationaler Geist). «Антинімецьке» для Пфіцнера було синонімом «атональності, інтернаціоналізму, американізму, німецького пацифізму. Воно загрожує нашому існуванню, з усіх боків штурмує нашу культуру, а з нею і європейську [культуру в цілому]».
Серед записів як диригент виділяються симфонії Людвіга ван Бетовена.

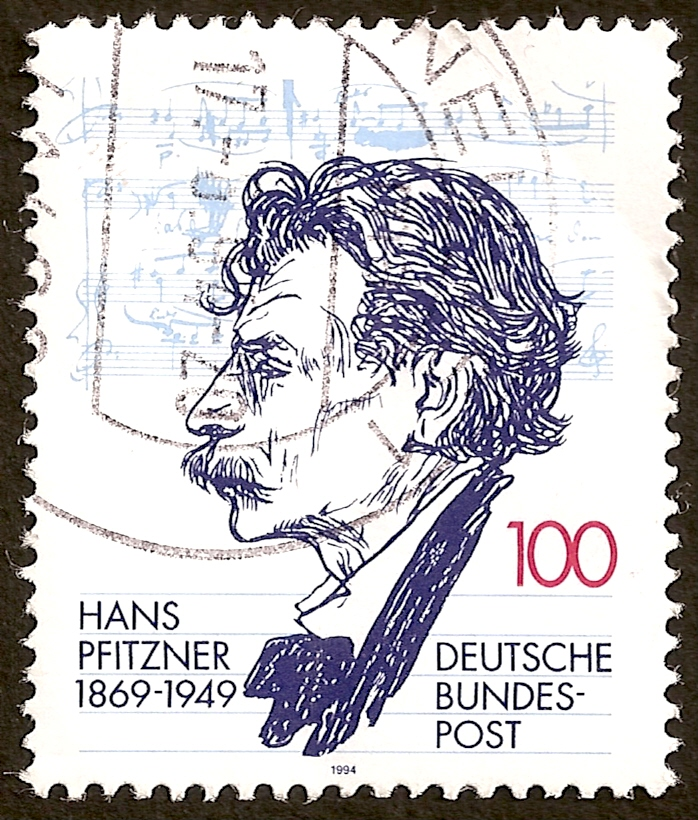
Поштова марка, випущена до 125-річчя Ганса Пфіцнера

## Музичні твори
- Опера «Бідний Генріх» (1895, Майнц)
- Опера «Роза з саду любові» (1901, Ельберфельд)
- Опера «Палестрина» (1917, Мюнхен), авторське позначення — «музична легенда»
- Концерт для фортеп'яно з оркестром мі бемоль мажор, тв. 31 (закінчений в 1922 році).
- Кантата «Про німецької душі», тв. 28 (1921)
- Хорова фантазія «Темне царство», тв. 38 (1929)

## Літературні твори

### Книги
- Vom musikalischen Drama. München / Leipzig, 1915.
- Futuristengefahr. München / Leipzig, 1917.
- Die neue Ästhetik der musikalischen Impotenz. München, 1920.
- Werk und Wiedergabe. Augsburg, 1929
- Über musikalische Inspiration. Berlin 1940.

### Статті
- Gesammelte Schriften. 3 Bde. Augsburg, 1926—1929.
- Gesammelte Schriften. Bd.4, hrsg. von Bernhard Adamy. Tutzing, 1987.